# Bourglinster
Bourglinster (en luxemburguès: Buerglënster) és una vila de la comuna de Junglinster, situada al districte de Grevenmacher del cantó de Grevenmacher. Està a uns 11,6 km de distància de la ciutat de Luxemburg.